# Santa Maria del Camí
|  | Per a l'ermita romànica de la Garriga, vegeu Santa Maria del Camí (la Garriga). Per al nucli de l'Anoia, vegeu Santa Maria del Camí (Veciana) |

Santa Maria del Camí és una vila i municipi de Mallorca. Limita, a llevant amb Consell; a xaloc, amb  Santa Eugènia; a migjorn amb Palma; a llebeig amb Marratxí; a ponent amb Bunyola, i a gregal amb Alaró. Segons l'Institut d'Estadística Nacional, Santa Maria del Camí va comptar amb un total de 7375 habitants l'any 2019.
El nucli conté els barris denominació pròpia: els Hostals, la Vila, sa Vileta, Son Cósset, Can Colom, Son Fango (s'Era de Can Crespí), es Serral, Terrades, Fora Vila i els nuclis nous Son Bieló i Can Borralló, on tradicionalment s'ha cultivat l'ametller.

## Població
| Entitat de població  | Habitants (2024) |
| Santa Maria del Camí | 7.637            |
| Font: INE            |                  |

## El medi físic

### El relleu
Comprèn tres sectors: el primer s'enfila pel vessant sud-est de la serra de Tramuntana (Puig de Son Agulla, 503 m alt.) i culmina al Puig de na Marit (666 m) i a la Mola de Lluc. Entre aquesta i la serra d'Alfàbia, se situa la vall d'Orient (Bunyola) on neix el torrent de Coanegra (anomenat en el seu primer tram torrent des Freu), afluent del torrent Gros, que drena el terme cap a la badia de Palma. El segon sector és el Raiguer, que trenca el pendent del peu de muntanya. Ací els materials són més recents (quaternaris i fragments de miocènics) i donen sòls profunds, amb un microclima més calent degut al recer de les muntanyes, fets que han atret els conreus arborícoles (olivar, ametlers i garrovers) i la població. El tercer sector, el més extens i més poblat, és la plana que enllaça amb el Pla de Mallorca pròpiament dit.

### Geologia
Els depòsits al·luvials quaternaris són els més nombrosos i ocupen gairebé la totalitat dels terrenys plans, amb l'excepció des Serral i de Terrades, on afloren materials miocènics. Els depòsits d'origen detrític han estat sedimentats per l'aigua arreu del Raiguer. La muntanya presenta una estructura d'estrats superposats i és constituïda sobretot per margues, carnioles i dolomies del Triàsic i per calcàries grises del Liàsic. L'àrea meridional, amb l'elevació del Puig de Son Seguí està formada per molasses, amb nivells de margues arenoses de l'Helvecià-Tortonià.
Bartomeu Sastre ha detectat la presència de tres cons al·luvials a s'Arboçar, Son Torrelleta i es Cabàs, formats pels materials aportats pel torrent de sa Cova de s'Aigo (es Cabàs) i el torrent de Coanegra (Son Torrelleta i S'Arboçar). El Puig des Molí, que separa el con de Son Torrelleta del con de s'Arboçar, està format per conglomerats pliocens, que a la resta de l'àrea no estan plegats i formen les planes. A Son Fiol i Son Verdera apareixen materials del Terciari, oligocènics, amb conglomerats, gresos i argiles.
El mapa de sòls de les Balears de Klinge i Mella (1958) sols distingeix dos sòls a l'àrea de Santa Maria: els sediments de terra rossa i, a la part nord, algunes xerorendzines (associades a sòls bruts calcaris i terra fusca terrosa calcària). Els sòls de la zona plana estan formats per limolites i argiles roges, terra rossa, amb macada calcària. Aquests sòls bruns sovint apareixen acompanyats d'un horitzó petrocàlcic, desenvolupat sobre els sediments quaternaris, que conforma una crosta calcària coneguda popularment com a tapiot i que, una vegada rompuda, era emprada com a material de construcció o com a pedra per a fer marges i parets.
A la zona de Son Seguí, Son Borràs, sa Basseta, Camp de sa Creu, es Serral i Son Montserrat els sòls presenten argiles roges, limolites i conglomerats, amb un horitzó poc desenvolupat.

### Clima
El clima és sec subhumit, excepte l'àrea muntanyosa que és humit. De mitjanes anuals, té una temperatura màxima de 30-32 °C, encara que als llocs més elevats és de 28-30 °C i als llocs més baixos és de més de 32 °C. Les precipitacions mitjanes són de 500-600 mm., i a la muntanya d'uns 700 mm. A la vila es registraren, en el període 1961-80, 541,2 mm de precipitació mitjana. Els vents predominants són el llebeig, llevant i tramuntana.

### Hidrologia

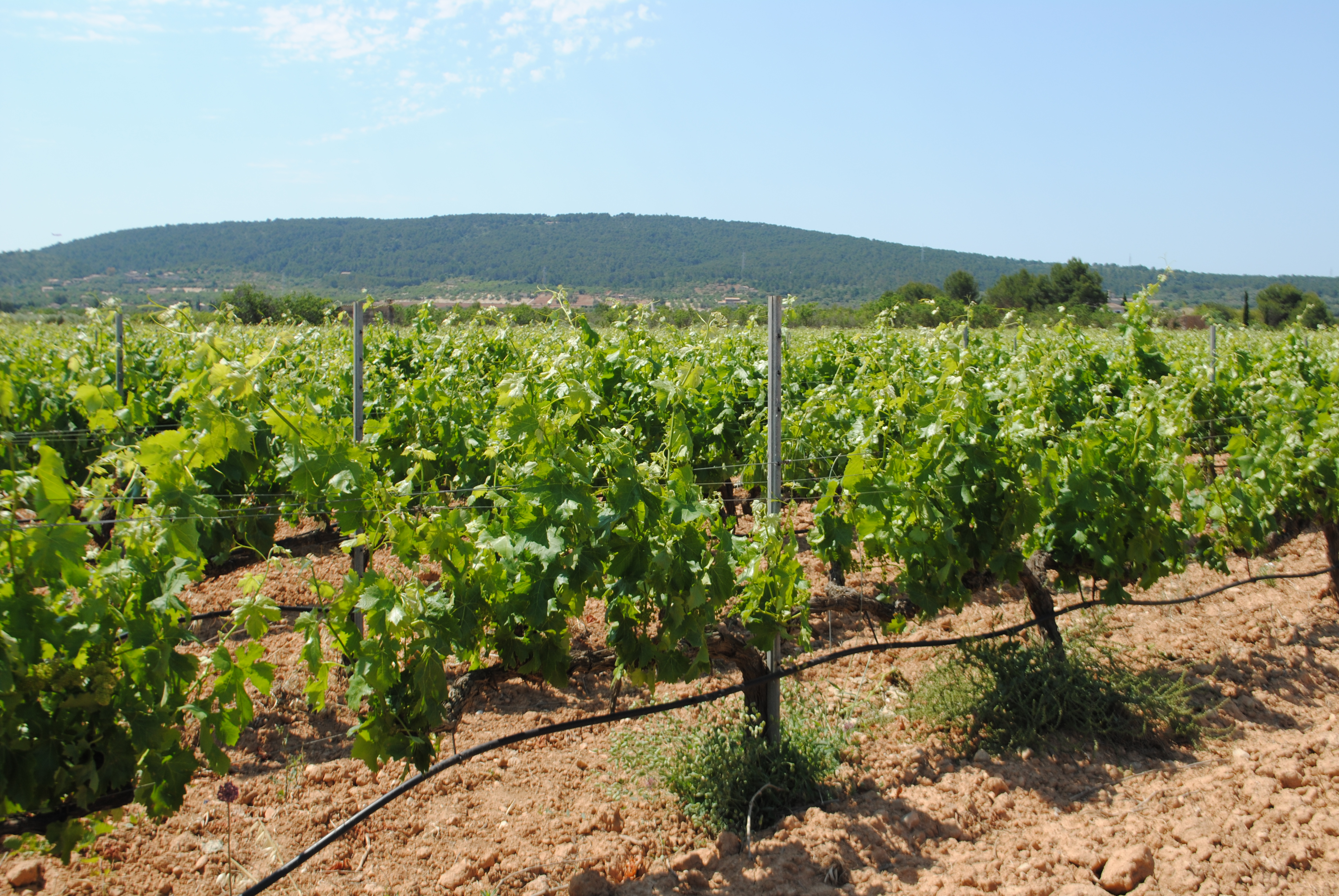
Puig de Son Seguí des del vinyet de Santa Maria

El terme està xapat entre la conca del Torrent Gros i la síquia de Sant Jordi, al vessant de Palma, i la del torrent de Muro, al vessant d'Alcúdia. Al primer curs hi drena a través del torrent de Coanegra. A la síquia de Sant Jordi hi drena tan sols un petit redol de l'extrem meridional del terme, a la falda de migjorn del puig de Son Seguí. Al vessant d'Alcúdia les aigües van a parar al torrent de Solleric, afluent del torrent de Muro, però sense cursos d'aigua definits. Tan sols els topònims com ets Estanca-sangs (arbres de ribera) i es Torrent Fals evidencien aquesta situació que, en cas de pluges torrencials, pot provocar danys a cases i cultius.

### Vegetació
La superfície forestal comprenia (1993) el 24,97% del terme. El pinar és la formació vegetal més abundosa. Destaca el pinar que va des Cabàs a les muntanyes d'Alaró, afegit a les masses forestals de s'Extremera i sa Comuna, que és un dels pinars més extensos de l'illa. A l'extrem meridional hi ha els pinars de Son Seguí. La garriga, amb una menor densitat de pins, també és present a les dues zones forestals. L'alzinar (es bosc) tendeix a ocupar els espais ombrívols dels fons dels comellars d'es Cabàs, Son Oliver, Can Millo i Son Pou. Amb la Llei d'Espais Naturals varen ser declarades àrees naturals d'especial interès les zones forestals de les dues àrees i àrea rural d'interès paisatgístic el fons de la vall de Coanegra.

### Els cultius
Els conreus tradicionals eren dominats pel secà, principalment ametllers seguits de cereals, figueres i fruiters (albercoquers) i la vinya, juntament amb una reduïda extensió d'hortalisses (pebroteres). Els primers anys del segle xxi, els ametllers i garrofers seguien ocupant la primera posició, amb 1453,5 ha, seguit del vinyet (192 ha) i l'olivar (142 ha) (2007), mentre que els cereals en conjunt ocupaven una superfície de 53,1 ha el 2007. L'ampliació del vinyet havia donat lloc a set cellers.

## Història

### Prehistòria
Veure Jaciments arqueològics de Santa Maria del Camí
Del període pretalaiòtic es conserven diferents coves utilitzades com habitatges i llocs d'enterrament. Entre altres hi ha la Cova de Sor Tomassa i la Cova des Moro, en es Cabàs. En aquesta darrera, descoberta el 1903, s'hi trobaren una trentena d'esquelets humans alineats i envoltats de ceràmiques. El 1928 fou explorada per un grup de santamariers i el 1933 per Manuel Maura Salas. La cultura talaiòtica resta documentada en els talaiots del Claper des Doblers en es Cabàs i el talaiot circular de Son Seguí. Hi ha les necròpolis prehistòriques de sa Vinya de Cas Frares i de ses Fontanelles. Són significatives les restes de sa Garriga de Son Borràs i del Puig de Son Seguí, així com el grup d'enterrament de sa Tanca des Cabàs Vell. També s'ha d'esmentar la pedrera del Puig de sa Talaia.

### La romanització i el cristianisme

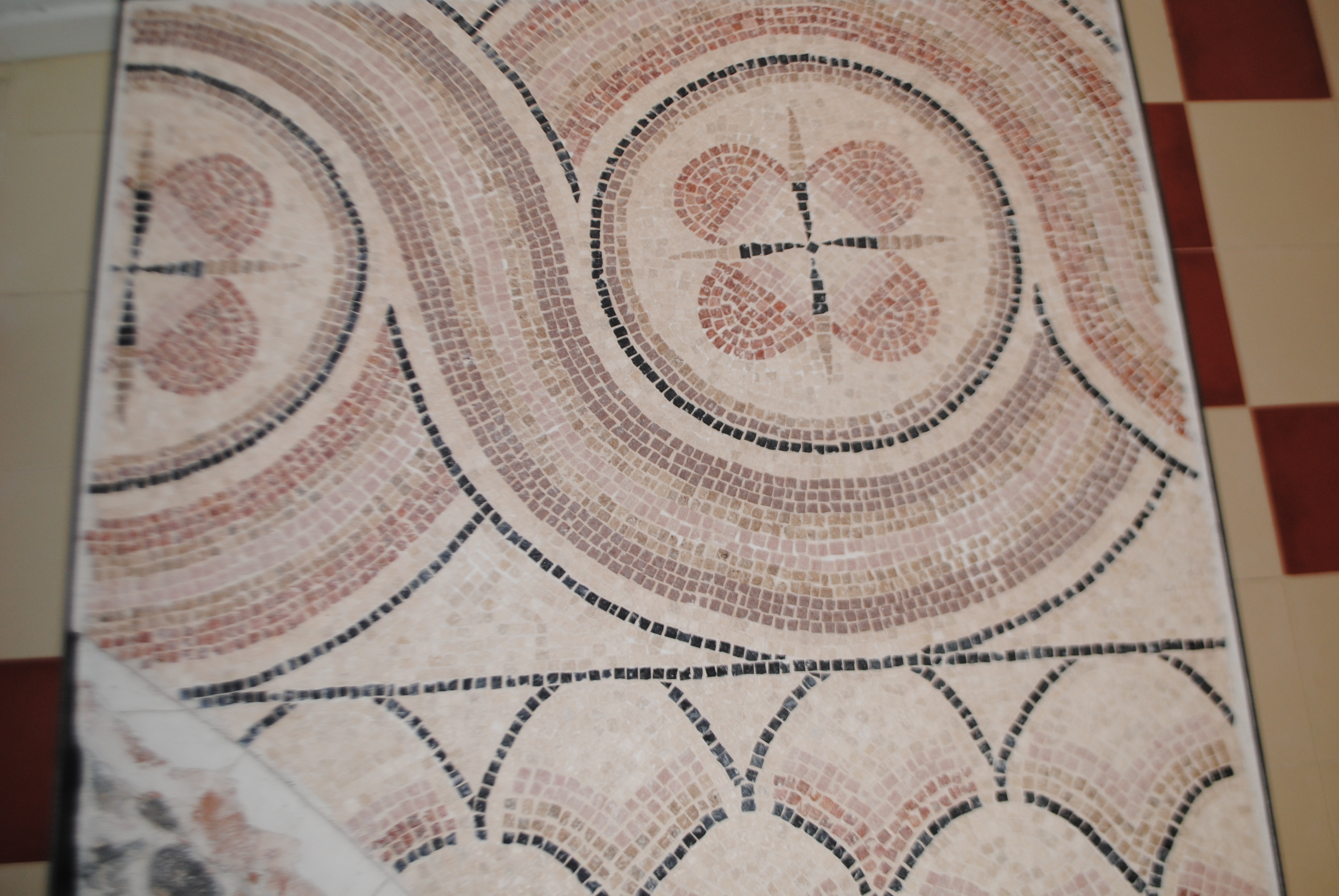
Fragment reconstruït del mosaic de la basílica de Cas Frares

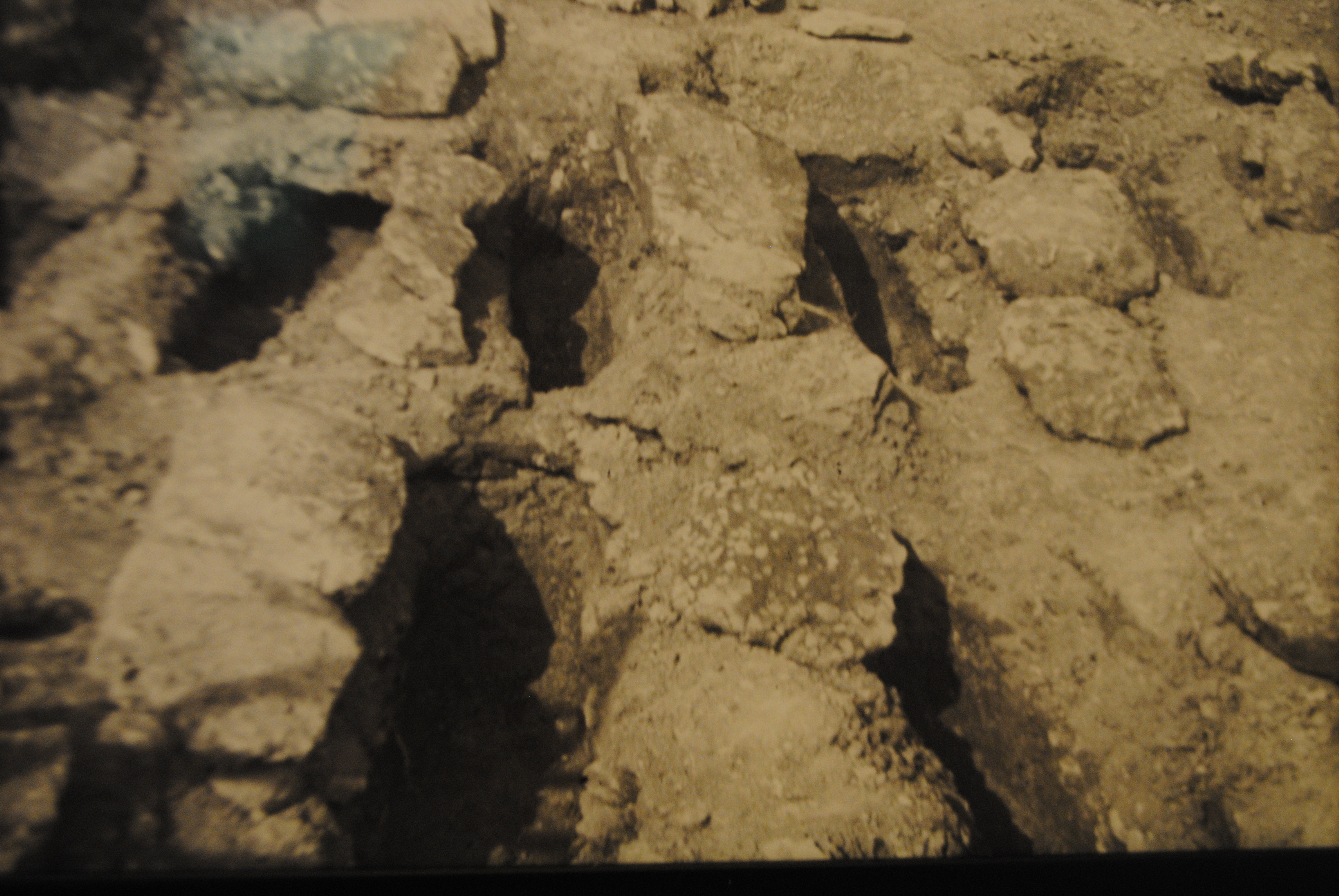
Excavacions de 1928 a la Basílica de Cas Frares

El període romà manifesta una important quantitat de restes arqueològiques entre les quals cal esmentar les del Puig des Molí de Vent i la zona de ses Covetes, entre Son Torrella i Son Credo. Es constaten en superfície restes talaiòtiques i romanes barrejades, la qual cosa indica la continuïtat dels hàbitats. Cal esmentar la troballa accidental d'una casa romana, amb una columna que es conservava a Son Montserrat. L'atribució a l'època romana del tram empedrat del camí vell d'Alaró a Ciutat, prop de Son Pinet, és incert (el mateix que el tram del camí de sa Bomba a Marratxí), ja que semblen empedrats tradicionals (obra de pedra en sec) efectuats en els darrers segles per evitar que les torrentades se'n duguin el camí.
El 1940 a ses Fontanelles s'hi trobà una sepultura amb uns ploms hebraics, datats entre el segle iv i v. No lluny de Cas Frares s'hi trobaren dues làpides de marbre blanc, una de les quals es conserva al seminari diocesà. Cal destacar la troballa de la basílica paleocristiana de Cas Frares, també anomenada de Son Fiol. El 1833 s'hi trobaren les restes d'un temple, pavimentat amb un mosaic amb figures d'Adam, Eva i altres personatges bíblics. Emile Hübner va datar la basílica entre els segles v-vi. Després P. Lecreq la situà al segle vii. Poc després del descobriment, el propietari destruí el mosaic. El 1928 s'hi va fer una nova excavació.

### L'època islàmica
Veure: alqueries àrabs de Santa Maria del Camí
El període islàmic segueix amb la continuïtat de l'ocupament de la zona nord: Cas Frares, Son Torrella i Son Verdera. S'ha trobat ceràmica califal a les ruïnes d'Es Celleràs, devora Son Oliver. De la documentació escrita dels segles xiii i xiv en tenim una descripció aproximada de com era el terme a l'època àrab. En general a l'espai agrari tenia una major importància el reguiu i hi havia una major extensió de les garrigues, que donaven lloc a un espai organitzat en mosaic, a l'entorn de les alqueries i rafals. D'aquest període són moltes obres de captació i aprofitament de l'aigua: pous, sínies i síquies. Amb tot, alguns d'aquests elements podrien ser d'època romana o anterior (els pous de Can Moragues i Sa Sinia mostren en el seu paredat interior trets megalítics).

### Els inicis medievals de Santa Maria del Camí
Veure Batles del segle XIII

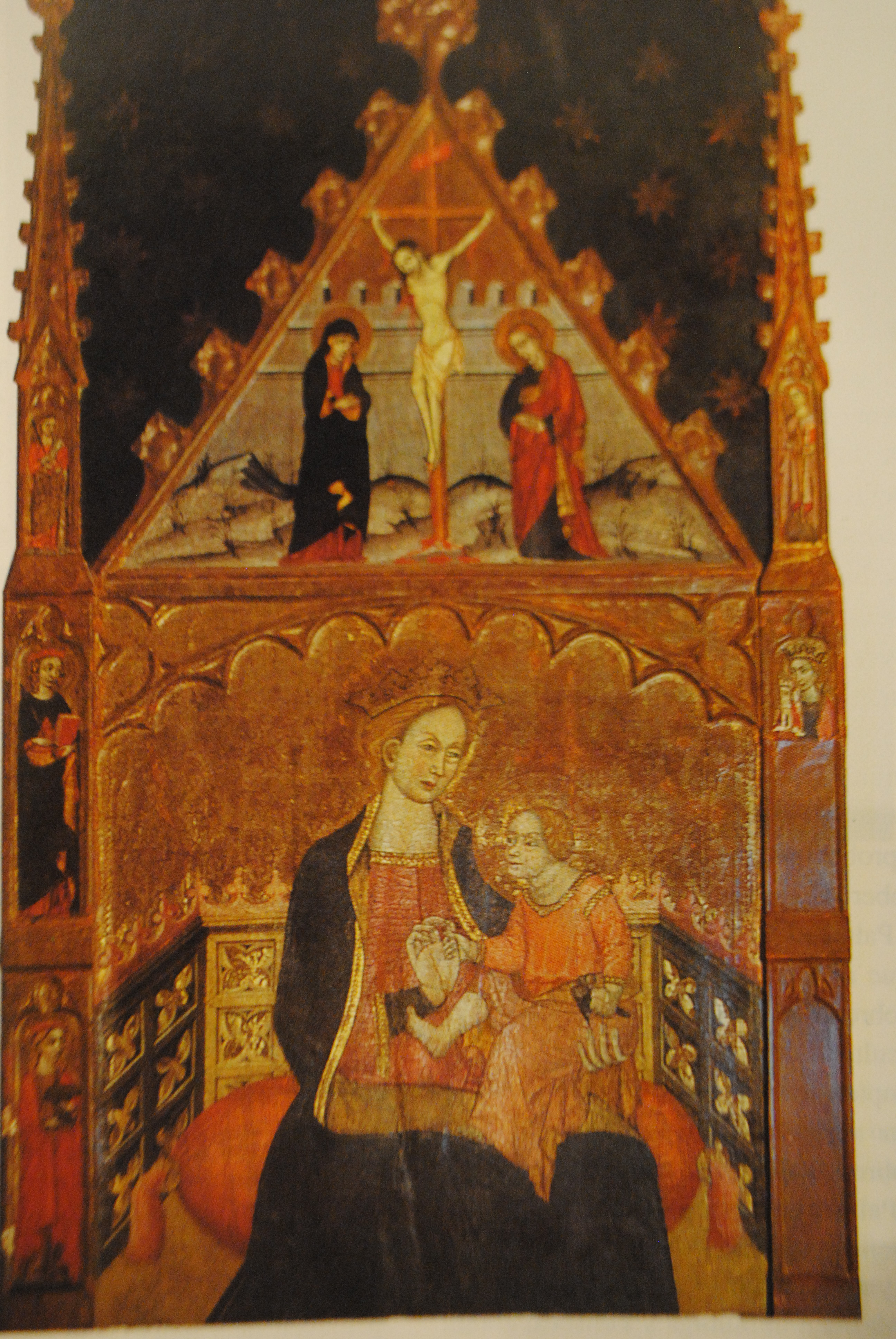
Retaule gòtic de Santa Maria del Camí

Amb la conquesta de Jaume I, els termes de Santa Maria i Santa Eugènia correspongueren a Bernat de Santa Eugènia, el qual concedí la cavalleria de Maüia al seu cosí Guillem de Torrella. El 1270 Guillem de Montgrí, germà de Bernat de Santa Eugènia, va vendre els béns del seu germà a Mallorca a l'Infant en Jaume. El terme no tenia un veritable nucli urbà. La primera església parroquial es construí dins terrenys de la Cavalleria. A l'entorn de l'església, prop del camí de Muro, hi havia algunes cases, a més de les cases de la Cavalleria. A la vall de Coanegra hi havia una tirallonga de nou molins fariners i diverses cases. Hi eren abundants les vinyes i els horts, i el 1270 ja es documenta el Celler del Rei. Altres alqueries importants són S'Arboçar de Coanegra, Es Cabàs, Terrades, Arroengat (Buc), Abrahim Alfalux, l'alqueria de n'Arrapat (Son Seguí), les Alqueries, Benibahari (Santa Eugènia), etc. Des de principis del segle xiv trobam constituïts el consell i la universitat. El primer batle reial conegut és Bernat de Cogolls l'any 1307. La primera notícia de l'existència de jurats és de 1343 amb motiu del destronament de Jaume III de Mallorca. Bernat de Boadella fou executat per lleialtat a Jaume III.
Les viles de l'interior de l'illa tenien assignada una part de la costa per a proveir-ne la vigilància o per a col·laborar econòmicament a sostenir talaiers i escoltes. Les parròquies d'Esporles i Santa Maria havien de mantenir les escoltes de Bunyola de Banyalbufar. Així el 14 de juliol de 1356 es rep comunicació d'anar a socórrer Banyalbufar «perquè hi ha sis galeres d'enemics”». Si no hi van «i és damnificat Banyalbufar es rescabalarà de béns propis del batle».

### Segle XIV
Veure Batles del segle xiv
La població durant el segle xiv se situà entre els 400 i els 700 habitants. L'epidèmia de 1348 fou particularment greu i, segons el Paborde Jaume afectà la quasi totalitat dels propietaris de Coanegra. Dos altres contagis importants s'esdevingueren el 1375 i el 1384. Aquests fets expliquen, en bona part, la substitució poblacional evidenciada en el canvi dels cognoms dels propietaris de terres, i la tendència a la reducció de la població.L'agricultura se centrava en la producció de blat i més secundàriament en el bestiar, el vi i l'oli. Malgrat tot, les dificultats econòmiques de la gent i de la Universitat foren permanents. A final de segle es feren obres a l'església i s'adquirí el retaule gòtic de Joan Massana (1374-1412) avui conservat a l'Ajuntament.

### Les lluites socials i el pas cap a la modernitat alseglexv
Al segle xv se segueixen produint epidèmies periòdiques. Algunes devastadores. D'altra banda la fretura de blat en certs moments era dramàtica. Així el 1341 certs habitadors de Santa Maria del Camí manifesten «per llur descàrrec que com l'any prop passat sia estada en gran destret de forment tota l'illa de Mallorques en especial la dita parròquia de Santa Maria del Camí per raó de les rates qui tots los esplets e sementers dels ordis e forment sembrats lo dessus dit any passat se han menjat». Freqüentment s'han de manllevar diners per poder comprar blat. En aquestes condicions el nombre d'habitants es manté baix, entorn dels dos cents habitants. La revolta dels pagesos es manifestà el 1450, sota la direcció de Simó Ballester de Manacor, i tengué les seves conseqüències a Santa Maria, probablement amb l'assalt de la Cavalleria.
Al llarg del segle xvi romanen els problemes financers del municipi i les dificultat per obtenir blat. Així el 1554 el Governador faculta els jurats per a comprar i vendre forment i ordi “Per quant som informats que en aqueixa parròquia són molts i pobres que res poden sembrar per no tenir forma d'haver forment i ordi”. Al segle xvi el municipi comptava amb una escrivania, encara que els jurats i consellers sovint es reunien al porxo de l'església. També hi havia uns terrenys comunals a Es Torrent Fals que s'establiren el 1579. Existia una plaça a Santa Maria i una altra a Santa Eugènia, aquesta darrera amb pedrissos. El 1540 es data la construcció d'un forn de vidre prop de les cases de la Cavalleria. Santa Maria, com les altres viles, formà part del moviment agermanat. Els agermanats confiscaren diversos béns de la possessió de Coanegra (Son Torrella) propietat dels Torrella. També foren afectats per l'aixecament els Torrella de la Cavalleria. Un cop fracassada la germania Onofre Jaume de Coanegra fou condemnat a mort i els seus béns foren confiscats. El 1524 foren condemnats 44 santamariers per un total de 1.794 lliures.
Els bandejats, com a veritable fenomen social, foren presents durant segles, en especial després de les Germanies del segle xvi. Onofre Jaume (no confondre amb l'agermanat del mateix nom) de Santa Maria fou facultat el 1566 per a perseguir bandejats i capturar-los. Antoni Amengual de Binissalem, després de matar Miquel Sampol de la companyia d'Onofre Jaume, calà foc a les cases d'aquest perseguidor de bandejats. L'any 1541 la corporació municipal complia una ordre del Virrei de construir «unes forques a on millor los aparia fer-les per més vista i de més passada». Les forques es construïren prop de Mainou dins terrenys de s'Arboçar. El 1666 s'inicià una persecució que des de S'Extremera fins a Orient culminà amb la captura de Bartomeu Moiana de Montuïri i la seva colla.

### Els avenços del segle XVII
El 1620 es té constància de la primera escola de la vila. A partir del 1682 amb l'establiment d'un convent de Mínims es resol l'existència d'un centre d'ensenyament a la vila. En el contagi de 1652 moriren 18 persones. El 1665 arribà a la vila Joan Frontera, barber i cirurgià, amb una paga anual dels jurats. El 1652 es parla d'adquirir una casa per a edificar-hi la Casa de la Vila, amb presó, sala de consell, habitació del jutge de cort, carnisseria i altres coses. L'edifici es comprà el 1671. Les obres, a les quals hi participà Lluc Mesquida i Cabot, s'allargaren fins al 1679.
La població a començament del segle xvii se situà entorn de les cinc cents persones però tendia a créixer, coincidint amb l'establiment de la Cavalleria i l'expansió dels nuclis de Santa Maria i Santa Eugènia. L'establiment de la Cavalleria fou iniciat per Quitèria Ballester i continuat pel seu fill Jaume Ballester d'Olesa. Dins l'àmbit de l'antiga heretat sorgiren les possessions de Son Andreu (Can Cerdó), Son Dolç, Son Montserrat, Son Cósset, Can Colom, Son Porro, etc.
El 1639 ja existia «lo hostalet de Santa Maria» confrontant amb el camí d'Inca i el de Bunyola. El 1680 existien dos hostals. El 1682 els frares mínims s'hi establiren i hi bastiren un convent i una església. A més d'escola en el convent hi hagué una apotecaria. El mestre d'obres fou Lluc Mesquida i Florit. L'ordre Mínima feia vot d'abstinència de carn i d'altres aliments d'origen animal com la llet. El 1690 ja s'esmenta la Llet d'ametla. Uns dies abans de Nadal els frares posaven el molí de moldre a disposició dels habitants de la vila. Aquest molí avui es conserva a la Casa de la Vila de Santa Maria del Camí.
La importància del vinyet ja era notòria: segons la capbrevació de 1696 hi havia 18 cups. El preu de la verema era assenyalat pel consell a la tardor, era «el consell de fer preu de plaça de la verema». A vegades es posa preu distint per Santa Maria i per Santa Eugènia, o de «Buc en amunt» i de «Buc en avall». Hi havia una teulera a Santa Maria i 6 olleries a Santa Eugènia. El 1684 se segueix esmentant «lo forn del vidre».
Mossèn Nicolau Borràs, que morí el 1662, llegà els beneficis dels seus béns (casa, terra i vinya) per invertir «entre los pobres més necessitats de dita parròquia de Santa Maria per calçar, vestir i son sustento o comprant algunes peces de burell o estamenya». El rector i els jurats eren els marmessors, i cada any s'elegien quatre pobres encarregats de designar l'almoiner. La darrera reunió dels marmessors anotada als llibres és de 1850. El 1673 l'ermita de Son Seguí ja estava habitada. Onofre Socies «ermità del puig de Santa Eugènia, astròleg, cosmògraf» publicà aquest any un llunari o pronòstic del temps.

### La Guerra de Successió
Jaume d'Olesa i el seu germà Nicolau, així com el seu pare Salvador Ballester d'Olesa, foren filipistes durant la Guerra de Successió Espanyola. Els Olesa eren propietaris de Son Seguí i de Sa Cavalleria i Jaume d'Olesa era el Capità-Governador de la vila. Les despeses de guerra que hagué de suportar la vila foren importants. El 24 de juny de 1715 la tropa del rei francès ocupà Santa Maria.
Degut a les disposicions castellanitzadores de Felip V i Carles III les actes de la Cúria de Santa Maria començaren a redactar-se en castellà el 1768 i les actes municipals el 1767. Els llibres de sagraments de la parròquia s'hi començaren a escriure el 1773. Els llibres de protocols dels notaris encara aguantaren la llengua catalana prop d'un segle.

### Creixement demogràfic i econòmic delseglexviii
La població segueix una línia de creixement arribant a 2455 habitants el 1796 (1348 a Santa Maria i 1107 a Santa Eugènia). El nucli urbà de Santa Maria va créixer a partir de la venda de trasts de la Cavalleria. Pel que fa a la possessió de la terra, al llarg del segle xvii i xviii es coneix un increment de la propietat en màns de nobles. Els Cotoner que adquiriren Son Torrella engrandiren les cases i incorporaren nombroses terres (Son Palou, Son Boadella, part de S'Arboçar, Son Oliver, etc.). El 1733 Antoni Cotoner, marquès d'Ariany, ha adquirit també Son Far (Can Morei) i Es Celleràs. El 1730 Joan Sureda, marquès de Vivot, cobrava censos d'establits de Son Barceló i altres terres properes al torrent i camí de Sóller. Els Sureda, propietaris de Son Sureda i Ses Basses, havien adquirit el Rafal Roig i Es Cabàs.
La producció agrària segueix determinada pel pes del vi (145 productors el 1750). Miquel Malonda en dirigir-se a Felip V per informar-lo de l'estat de l'illa qualifica la vila de “abundantísima en vinos y algo de azeyte, algarrobas i granos”. Comença, de manera progressiva, l'expansió de l'ametlerar. La indústria de l'aiguardent, a partir del sobrant del vi, s'anà introduint: el 1718 hi havia 32 fabricants.

### La municipalitat alseglexviii

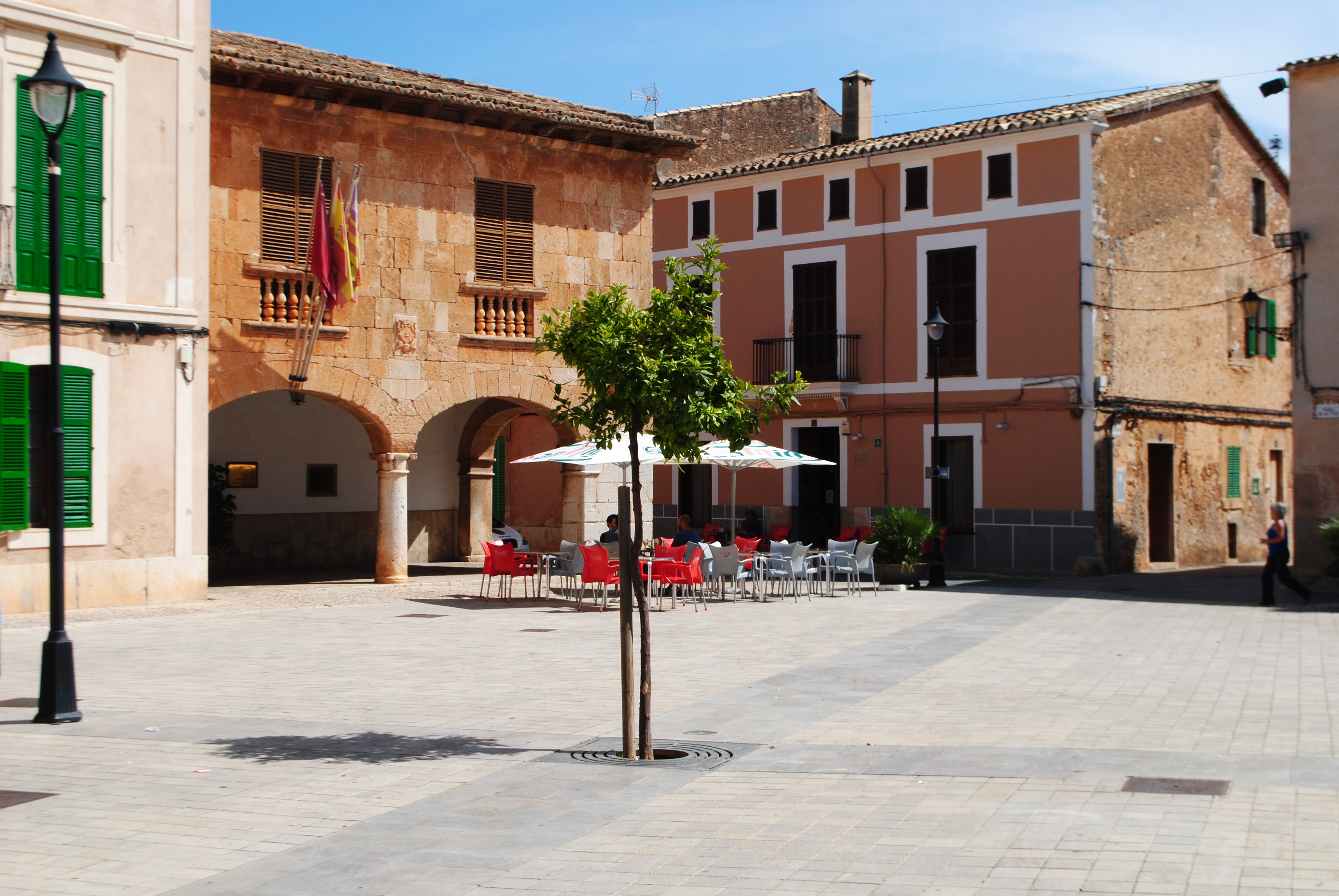
Plaça de la Vila de Santa Maria del Camí (2013)

Al segle xviii la vila segueix en la mateixa penúria dels segles anteriors i obligada a l'endeutament constant. El 1734 «hi ha poca feina i poc blat» i el 1735 «no hi ha feina ni blat ni llegum». Malgrat tot, a final de segle les finances públiques semblen millorar. El 1743 s'acordà que es fes la síquia que aportàs l'aigua de Coanegra fins a la Plaça de la Vila. Les obres es perllongaren duran tot el segle.
El 1751 el rector Francesc Mora demana un ajut econòmic «per llogar Antònia Oliver, viuda, per mestra de costura». L'Ajuntament li concedeix tres lliures. Les mestres ensenyaven a cosir, la doctrina cristiana i acompanyaven les minyones a missa.
El 1702 s'acordà emprendre les obres de construcció de la nova església parroquial, sota l'empenta del rector Pere Joan Castanyer. El picapedrer Lluc Mesquida i Florit en fou el primer mestre i posteriorment seguiren, entre d'altres, el seu fill i el seu net Lluc Mesquida i Rosselló. A partir de 1750, ara sota l'impuls del rector Francesc Mora i Vicenç, el mestre principal de les obres fou Miquel Garcies. L'altar major fou consagrat el 1782.
En la segona part del segle xviii se succeïren alguns fets relacionats amb l'oposició entre els tomistes i els partidaris de Ramon Llull. El rector Mora era un destacat tomista i poc abans de la festa de Tomàs d'Aquino, l'any 1763, algunes famílies destacades de la vila col·locaren la figura del beat a les portes de ca seva. Poc temps després les seves façanes foren tacades amb morques. El rector també s'oposà a batiar un infant amb el nom de Ramon Llull. El 1772 el bisbe foraster Juan Díaz de la Guerra feu detenir i recloure a l'arsenal de Cartagena l'ermità Gabriel de Sant Pau de l'ermita de Son Seguí, acusat de lul·lista. Amb aquests fets l'ermita restà buida d'ermitans. L'ermita es tornà a habitar entre 1800 i 1820.

### Transformacions econòmiques delseglexix

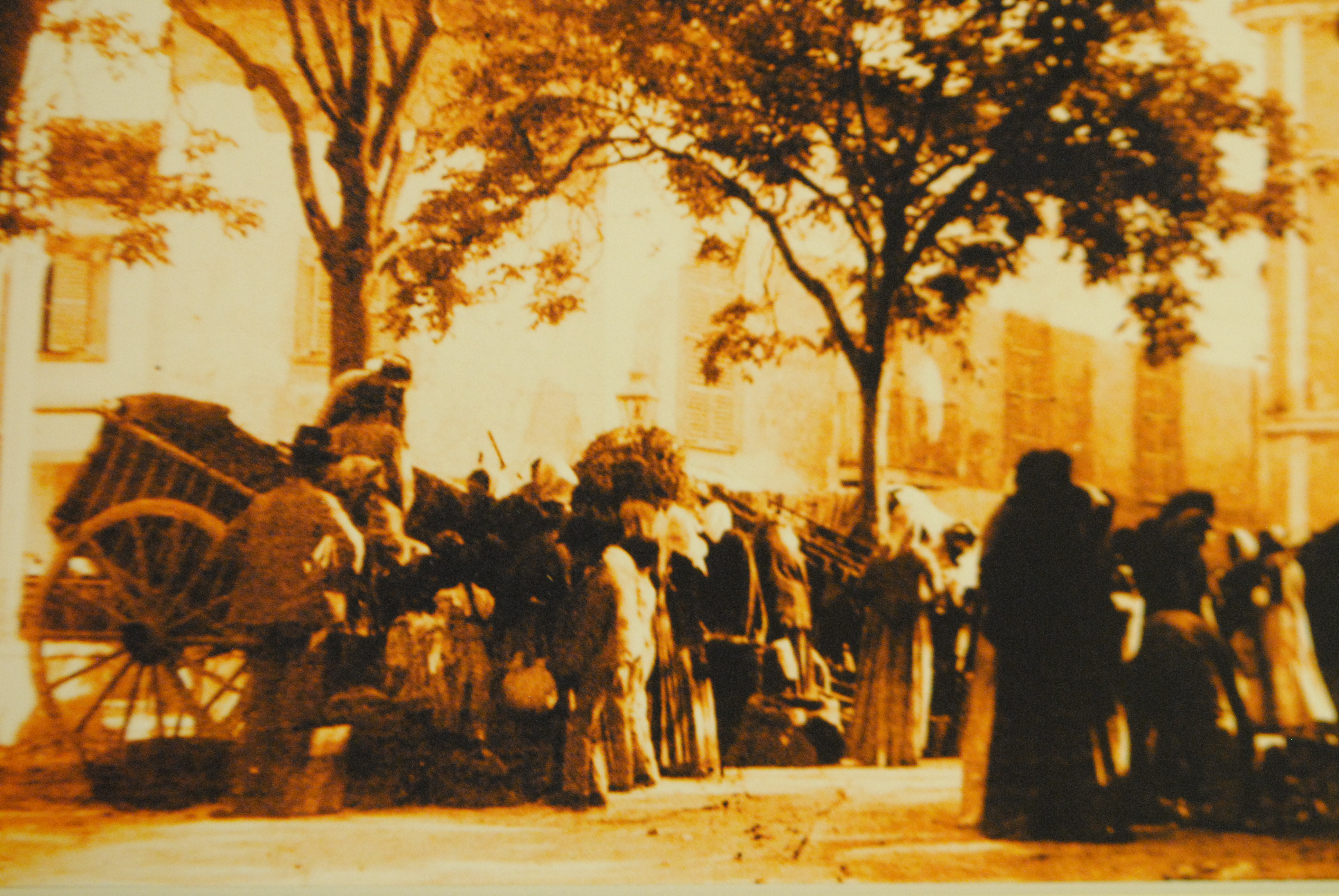
El mercat de Santa Maria a la darreria del

Al segle xix la població augmentà molt (965 persones) llavors s'entrà en una fase d'estancament. El 1899 eren 3.022 habitants. Seguiren abundant les pestes i contagis. La universitat de la vila segueix la seva endèmica penúria. L'any 1827 deu 3.388 lliures. A final de segle la situació havia millorat. El 1817 hi havia 376 propietaris de vinya, excloent les possessions, que feien un total de 911,25 quarterades. El 1828 eren 1391 quarterades. El vinyet va créixer fins al 1891 que entrà en crisi a partir de la irrupció de la plaga de fil·loxera. L'olivar era el segon conreu pel que fa a extensió. En tercer lloc venien els cereals i llegums que, tot i els seus baixos rendiments, eren vitals en l'economia agrària tradicional. Figuerals, garroverars i ametlerars eren els altres conreus. Hi havia dues fàbriques importants d'anissat. Una d'Andreu Bestard que feia l'anissat Dos Tigres i l'altra de Rafel Jaume de Can Querol que feia l'anissat La Payesa.
El nucli urbà seguí la seva creixença (carrer de Son Dolç –avui de Ramon Llull-, plaça de Can Orell, carrer del Rosari, carrer de Santa Margalida, Son Cósset, etc.).
El 24 de febrer de 1875 s'inaugurà el tren. L'existència d'aquest transport provocà un augment de les famílies que passaven l'estiu a Santa Maria. L'any 1890 l'ajuntament contribuí amb 100 pessetes a la instal·lació del telèfon. El 1820 s'acordà construir el nou cementeri a Can Pau. La primera fira se celebrà el 27 de maig de 1866. A partir de 1898 es declarà mercat públic els diumenges. El 1856 ja existia al poble una caserna de la Guàrdia Civil. El 1895 degut a la mort d'un caçador furtiu a mans d'un guàrdia estigué a punt d'esclatar un avalot.
Des de l'exclaustració dels Mínims l'ensenyança dels nins fou tasca de l'ajuntament. L'escola era a la Casa de la Vila. El 1837 al poble hi havia setanta homes i sis dones que sabien llegir i sis homes que sabien escriure. El 1874 es creà a Terrades un col·legi de segon ensenyament, el col·legi Sant Lluís Gonzaga. El 1875 s'inaugurà un altre centre, el col·legi dels Sagrats Cors, al carrer de Son Dolç. Els preveres Josep Ordines Bauçà “Millo” i Sebastià Amengual “Tanco” crearen un tercer centre, el col·legi Ramon Llull. Aquests centres anaven dirigits a les classes altes de Ciutat i altres pobles, però també acolliren un bon nombre d'estudiants santamariers.
A partir de 1853 fou rector de Santa Maria Rafel Caldentey i Perelló, natural de Manacor, el qual marcà profundament la vida del poble. Feu construir la capella fonda del Roser a l'església parroquial. Fundà el convent de les Germanes de la Caritat. Es construí la nova rectoria. Almoiner destacat i gran predicador, dedicà el seu patrimoni familiar a la seva tasca. Morí el 1887. El 1821 es produí la primera exclaustració dels mínims. La casa dels frares fou convertida en hospici per als pobres. A partir de 1823 el convent es refeu però la segona exclaustració de 1835 el tancà definitivament. Amb el temps s'esfondrà l'església i es reduí a una ruïna. La reconstrucció, de la mà de Marià Conrado i Asprer de Neuburg, marquès de la Fontsanta, s'inicià el 1860.
El paborde Bartomeu Jaume i Canyelles i el seu germà Jaume Jaume foren capellans d'honor del bisbe Nadal i de significació liberal. També foren liberals els Canyelles de Sa Vileta i de Cas Sucrer, els Crespí, Amador Calafat, amo de Son Torrella, etc. Els absolutistes estaven representats pels metges Joan Cabot i el seu fill Antoni Cabot “Rei”. Els liberals eren anomenats “cassots” i els conservadors “ximbergues”. A les eleccions funcionava el sistema clientelar. Els amos de les possessions eren els representants polítics dels seus senyors de Ciutat i articulaven la xarxa local de relacions.
Durant la revolució de 1868 a Santa Maria cremaren el carruatge del cobrador de contribucions i insultaren i tocaren picarols a determinats personatges. Els dies següents a la proclamació de la primera República, el 1873, hi hagué una manifestació que recorregué el poble i els manifestants cridaven “Vivo la República!”.

### Repressió del català
La repressió de l'ús de la llengua catalana a Santa Maria del Camí és el conjunt de mesures i disposicions, d'origen local o general, que s'han aplicat al llarg de la història per tal de proscriure l'ús de la llengua catalana i substituir-la, de manera forçada, per la llengua castellana o espanyola, i de les quals en tenim coneixement a través de la documentació local o la memòria oral.
- Reial Cèdula de Carles III de 23 de juny de 1768, para que en todo el Reyno se actue y enseñe en lenguia castellana, y esto mismo recomendará el mi consejo a los ordinarios diocesanos para que en sus curias se actue en lengua castellana. Llarga cèdula rebuda a Santa Maria del Camí el 4 de setembre de 1768.[4]
- Degut a aquesta Cèdula el 17 de setembre de 1768 les actes del llibre de la Cúria es comencen a escriure en castellà. Els llibres d'actes municipals havien començat a escriure's en castellà el 1767.
- Per disposició del bisbe Diaz de la Guerra el 1773 es comencen a redactar en castellà els llibres de sagraments.
- Ofici del Real Acuerdo, rebut a Santa Maria el 10 d'abril de 1778, per manifestar la preocupació pel fet que el zel que havia existit per ensenyar en castellà es va perdent. Es recorda l'obligatorietat als batles de fer complir la Real Cèdula de Carles III.
- Ofici de 3 de novembre de 1820 de Guillermo de Montis on El Gobierno Superior Político de las Islas Baleares comunica...se deja la elección de libros al juicio de los maestros con tal que sean en castellano; y espero aviso de quedar ejecutado y de los autores que se han escogido para la expresada enseñanza.
- El 24 de setembre de 1923, tot just implantada la dictadura militar, es rebé una comunicació de Madrid que prohibia tota bandera que no fos l'espanyola i en els actes de l'Ajuntament no es podia parlar altre idioma que el castellà. El batle, el 29 del mateix mes, sense saber parlar castellà, quan passà per Santa Maria el Rei Alfons XIII, aprengué una fórmula en castellà per saludar-lo i no li va sortir.[5]

### Elseglexx
La població seguí una línia moderadament ascendent des de principis del segle xx amb moments de lleugera davallada en els anys vint i a final dels anys quaranta. La població que el 1900 era de 3.083 habitants passà a 3155 el 1910, 2966 el 1920, 3.319 el 1930, 2981 el 1950, 3112 el 1960. Tal com es manifesta en els treballs de Josep Verd i Sastre, la mortalitat infantil va fer una gran davallada a partir de 1910, per a disminuir encara més els anys trenta i quaranta. La mitjana de vida de 1901 a 1910 era de 43,5 anys i la de 1971 a 1980 fou de 74,09 anys. La mortalitat del grip de 1918 va ocasionar 16 morts i 638 casos de malaltia. L'emigració cap a fora del poble ha estat important però sobretot cap a Ciutat. L'emigració fora de l'illa fou cap a Argentina, Cuba i França.
A la primera meitat del segle augmenta l'hàbitat disseminat (988 persones el 1920). La població es mantingué fins als anys seixanta lligada a l'activitat agrària, amb un fort pes de la població jornalera, encara que s'anaren ampliant altres estrats pagesos lligats a la propietat.

L'any 1924 les dues escoles unitàries de nins que hi havia es refongueren en una escola graduada situada a Can Capó. L'escola de nines es traslladà al carrer de Sant Antoni. Al convent de les Germanes de la Caritat també hi havia una escola de nines. El 1926 s'inaugurà un parvulari a Can Cordet (S'Escoleta). Però malgrat el progrés de l'escolarització encara el 1920 el 66% de la població era analfabeta.

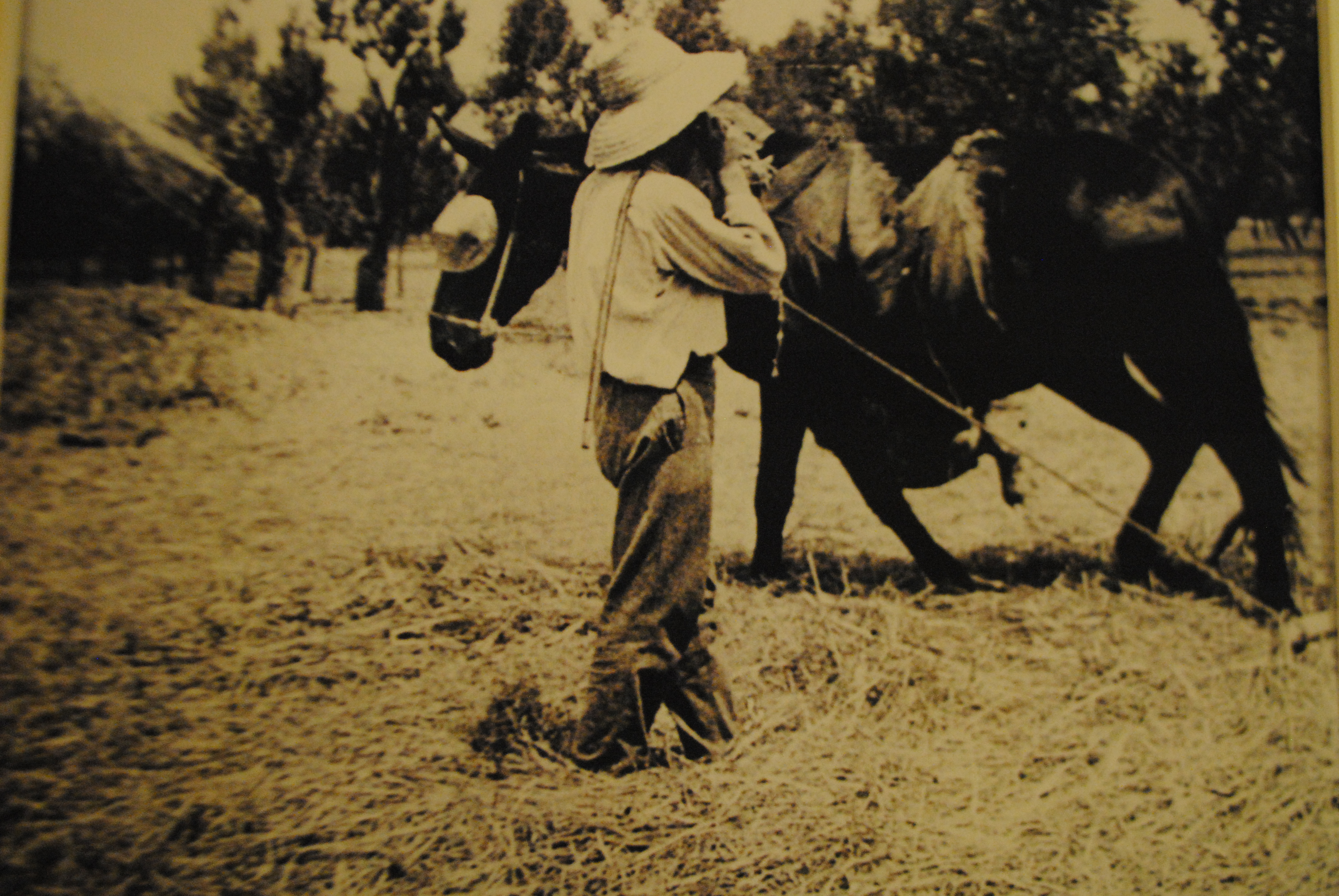
Llorenç Salom i Ferrer Calanxo batent a l'era l'any 1932

La pèrdua d'espai del vinyet fou en benefici de l'ametlerar i en menor mesura dels conreus de cereals. El 1928 hi havia 412 quarterades d'ametlerar. La producció de blat no era suficient per a satisfer l'autoconsum de la població. L'olivar va perdre importància a Es Cabàs, Son Torrella, Can Moragues, etc. L'any 1942 encara hi havia en ús 5 tafones i 23 productors. El vinyet malgrat tot inicià a poc a poc una represa i no va perdre mai la seva importància (320.400 litres declarats l'any 1933). Les parcel·lacions de Son Torrella, Can Moragues i d'altres finques contribuïren a l'accés a la propietat de la terra d'un nombre important de pagesos. El gruix de l'activitat no directament agrària estava marcada per l'agricultura: barraleres, moliners, gerrers, carreters, fusters, ferrers, etc., treballaven per als pagesos o per al que es derivava de l'activitat pagesa. L'any 1926 hi havia 6 barraleries dedicades a cordar barrals per a la producció licorera. El 1925 s'inaugurà una matança de porc del país. Des de principis del segle hi hagué dues farineres amb motor a gas i amb serradora mecànica. El 1911 es constituí la societat elèctrica d'Andreu Bestard i Canyelles de Ca ses Reies, que disposava d'un motor Crosley de 50 cavalls. El 1926 aquesta fàbrica passà a Damià Juncadella que la vengué a GESA el 1930.

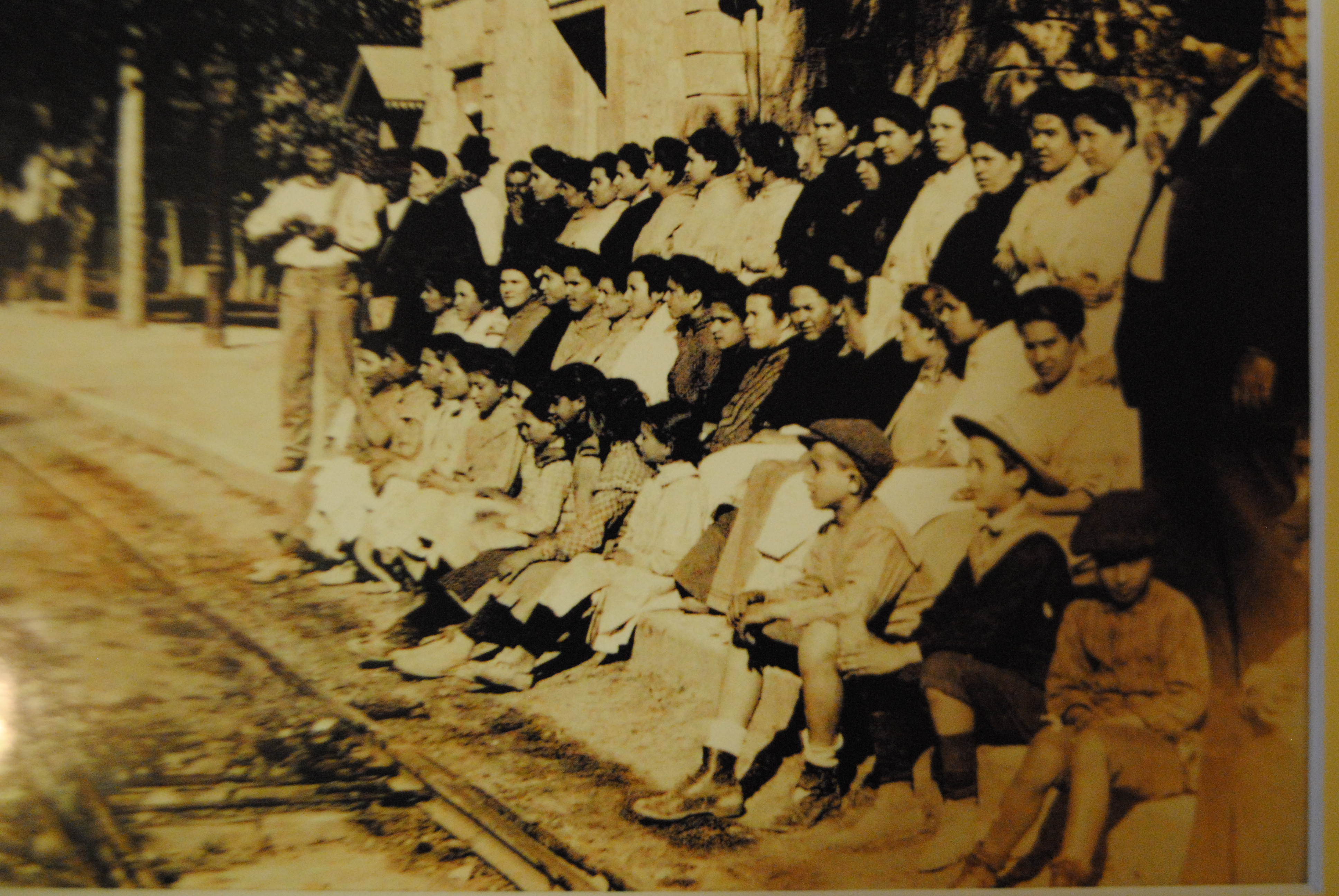
Barraleres del taller de Ca ses Reies l'any 1913

Existia una petita indústria tèxtil amb uns 27 telers l'any 1900. El 1921 Miquel Cases creà una fàbrica amb 14 telers mecànics. El teixit tradicional es mantingué fins a l'entorn de 1930. En canvi la fàbrica tèxtil va arribar als 90 telers mecànics amb llançadora el 1944 i a ocupar més de 90 persones. Altres produccions de modesta entitat a destacar han estat les d'embotellatge de begudes carbòniques i la de fabricació de materials de construcció (teuleres i rajoles). El picapedreratge ha estat molt important arribant a ser una de les principals ocupacions de la població.
Al final del primer terç del segle semblava que s'estructurava una economia agrària més moderna i dinàmica, alhora que uns brots industrialitzadors podien fer néixer l'esperança d'una societat més equilibrada, capaç d'entrar a la modernitat pel seu propi peu. Tant la Guerra Civil i la posterior situació d'aïllament, com la traumàtica evolució cap a una societat de serveis turístics, varen escapçar les possibilitats que s'estaven apuntant. La central telefònica s'obrí l'any 1933. El 1923 Jaume Salom i Dols inaugurà el cinema Ideal. El 1925 es compraren els solars per a construir l'escorxador municipal. Pel que fa a l'evolució urbana es van anar obrint diversos carrers. Destaca l'ampliació del carrer de Santa Margalida i l'inici de la urbanització de Son Cósset. La urbanització de l'hort del convent de la Soledat s'activà el 1909.

#### Restauració i Dictadura de Primo de Rivera

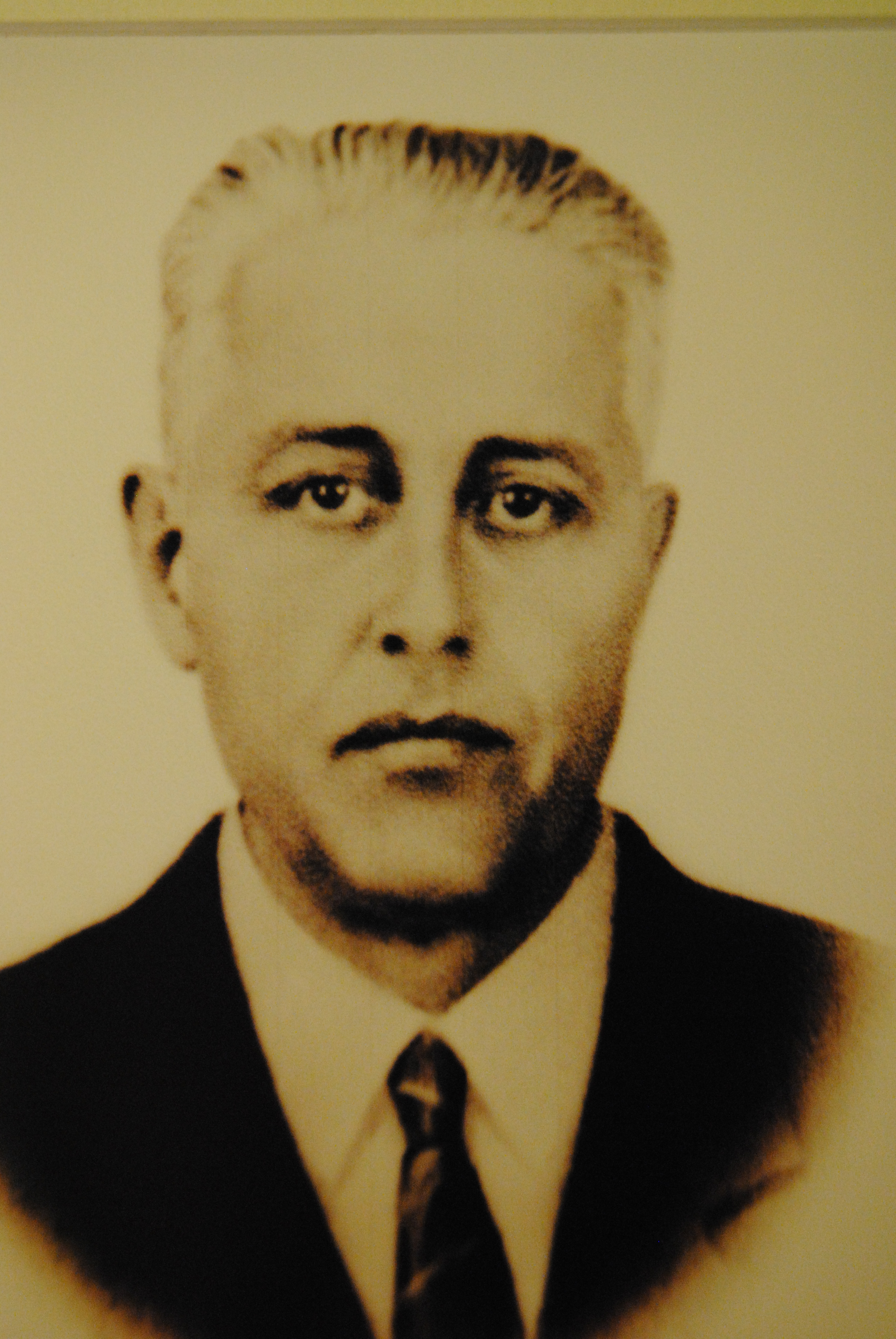
Bartomeu Simonet i Canyelles

Entre els regidors del primer terç del segle xx hi predominen els propietaris agrícoles i els amos, de clara majoria conservadora, però també hi són presents els comerciants i els escassos industrials, així com alguns menestrals. El predomini conservador a les eleccions municipals és total, amb un fort pes del maurisme. A partir de la batlia de Pere Josep Jaume Pons (1904-1912) l'ajuntament entrà en una fase molt conflictiva, amb freqüents dimissions i crisis. De fet la corporació entrà en una etapa d'inestabilitat i d'inactivitat degut a l'enfrontament entre les diverses faccions que constituïen el sistema de la Restauració, i que sovint implicava la intervenció del governador.
L'associacionisme obrer no es plantejà d'una manera consistent fins a l'entorn de 1919 amb Bartomeu Horrach i Canals. El 1924 el president de la societat obrera era Horrach i integrava 33 socis. El desembre de 1925 es declarà una vaga a la fàbrica tèxtil que acabà amb èxit per a les reivindicacions obreres. Mn. Bartomeu Cardell, rector del convent, impulsà el Círculo de Obreros Católicos. El 1921 també es constituí el Sindicat Agrícola.
Amb la Dictadura de Primo de Rivera el període de batlia de Bartomeu Simonet i Canyelles significà un trencament en la dinàmica esmorteïda de la Restauració. S'emprengueren diverses iniciatives urbanístiques, es reformà la Casa de la Vila i es creà l'escola graduada i el parvulari de Can Cordet.

#### La 2a República
Durant la República seguiren predominant les mateixes forces que abans de la Dictadura de Primo de Rivera. El 1931 es constituí l'Agrupació Socialista i un any més tard la UGT. El 1932 es constituí un grup d'Acció Republicana. Amb tot el republicanisme sempre fou dèbil. Existí també un petit grup comunista escindit del partit socialista. A les eleccions generals del febrer de 1936 es confirmà el predomini absolut de la dreta amb el 81,58% dels vots. La Comissió Gestora del Front Popular fou presidida per Bartomeu Horrach “de Can Mort” i s'emprengueren un conjunt d'obres amb la finalitat de minvar l'atur.

#### La Guerra Civil i la postguerra
El 20 de juliol de 1936, amb la intervenció d'uns quants d'oficials d'Alcalà, es feu present el nou estat de coses. La Falange imposà la seva llei i al llarg de la guerra foren empresonades una quarantena de persones i se n'afusellaren sis més (tres a l'illa i tres a la península). Al front de combat en moriren desset. El 14 d'agost l'aviació republicana bombejà la vila i moriren dues persones. Des de 1936 fins a 1949 Honorat Tries i el seu fill Jaume Trias Grau, coneguts com els “Norats”, romangueren a la muntanya fugint de la persecució falangista.
El nou règim aconseguí un ampli suport social, tot i passar per moments crítics degut a la manca de subsistències.
El 1937 s'impulsà l'adquisició dels terrenys de Ses Quarterades per fer-hi una plaça i s'executaren les obres. La Plaça Nova és el lloc on a partir de 1973 s'hi traslladà el mercat dominical. L'enderrocament de la illeta de Can Mig tengué lloc els anys 1944 i 1945. També s'obrí el carrer Jaume I el 1946. El 1957, essent batle Sebastià Pisà de Son Torrelleta, s'emprengué la construcció de l'Escola Graduada que fou inaugurada el 1959. El sistema franquista, però, produí un empobriment generalitzat de la vida associativa i dugué a una activitat municipal sense iniciativa i sense possibilitats de renovació.

#### La restauració de la democràcia

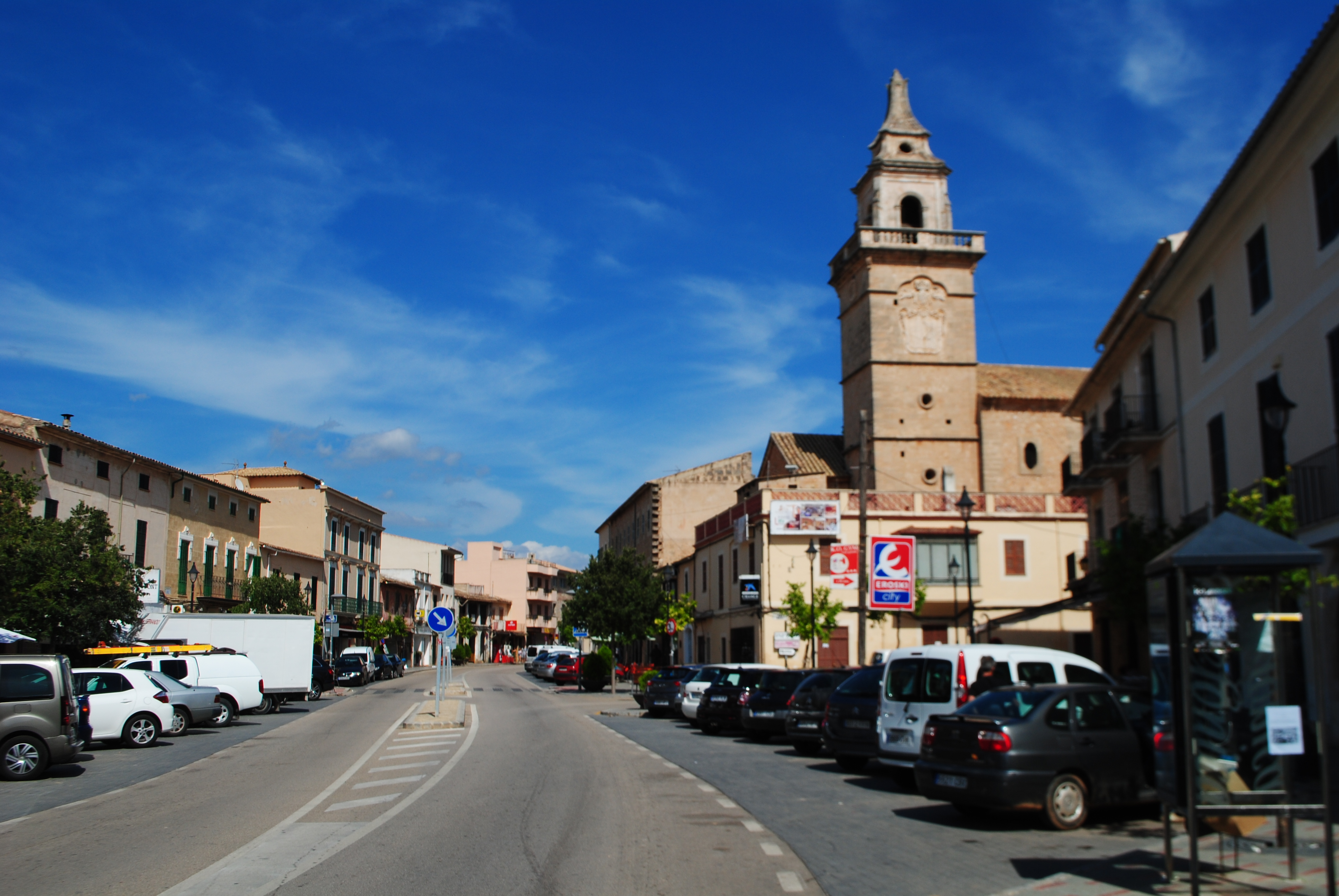
Els Hostals, amb l'església del Convent

Amb la restauració de la democràcia es restablí l'hegemonia dels partits de centredreta i dreta, mitjançant UCD i AP. El primer batle del nou període fou Joaquim Morales de la UCD. A partir de 1983 el batle fou Josep Estarelles d'AP. En aquest període la nova dinàmica social i política, i l'existència d'un règim autonòmic, permeté una modernització progressiva de les infraestructures de la vila i l'aparició d'una societat civil més activa. El 1990 accedí a la batlia Mateu Morro del PSM, que la revalidà l'any 1991, 1995 i 1999. Rosa Vich, també del PSM fou elegida batlesa el 2001 i tornà sortí batlessa després de les eleccions de 2002, 2007 i 2011. El municipi va conèixer el darrers anys del segle un creixement demogràfic degut al retorn de part de la població que havia emigrat a Ciutat i sobretot per la tendència a captar població de la capital. Aquest creixement es va intensificar en els primers anys del segle xxi.

## Educació
Hi ha diverses escoles o instituts i acadèmies per aprendre idiomes

### Escola pública: CEIP Melcior Rosselló i Simonet
Al CEIP Melcior Rosselló i Simonet s'hi imparteix educació infantil i primària, i els serveis d'escola matinera, menjador i activitats extraescolars. En el curs 2016-17 el centre compta amb 40 professors d'educació infantil i primària.
Aules d'educació infantil: 3 aules de P3, 2 aules de P4, 3 aules de P5. Aules d'educació primària: 2 aules de 1r, 3 aules de 2n, 3 aules de 3r, 2 aules de 4t, 2 aules de 5è, 2 aules de 6è.
Activitats extraescolars: a cada curs s'ofereixen activitats extraescolars de les 16,00 a les 17,00 h. Les organitza l'AMIPA
Horaris: Escola matinera: 7'15 a 9'00 h. Horari lectiu: 9'00 a 14'00 h. Menjador: 14'00 a 15'45 h. Activitats extraescolars:16'00 a 17'00 h. Horari de visita amb els tutors: Dijous, a les 14,00 h. Horari direcció, cap d'estudis i secretària: dimecres de 9'00 a 10'00 h. Adreça: Plaça d'Andreu Torrens.

### Institut públic: IES Santa Maria
- A l'IES Santa Maria s'hi imparteix educació secundària. En l'actualitat l'Ajuntament cedeix l'edifici i les instal·lacions esportives. Està prevista pel 2017 la construcció d'un nou equipament al costat del CEIP Melcior Rosselló en un solar cedit per l'Ajuntament. Cursos ESO a aules prefabricades en espera de la construcció del nou IES.[Cal actualitzar]

- Col·legi concertat religiós: Col·legi Ramon Llull: Imparteix educació infantil, primària i secundària.
- S'Escoleta (Guarderia) ténins d'1 any i 2 anys; educació infantil; educació primària, educació secundària: un grup de cada curs.,Té una AMIPA que sol organitzar activitats, com una acampada pel juny.
- L'Escoleta Municipal Es Pi Gros pertany a la Xarxa d'Escoletes Públiques de la Conselleria d'Educació i, per tant, segueix les directrius de la seva normativa. Acull infants de 0 a 3 anys. El centre disposa de 6 aules per a ambients, una aula per a nadons i un hort. A més, compta amb un menjador amb cuina i cuinera pròpia. L'ajuntament publica els menús setmanals a la seva pàgina web.

L'Escoleta Municipal “Es Pi Gros” se situa al carrer Josep Far, a la planta baixa. Aquesta forma part del conjunt edificatori de l'Institut de Secundària CP Melcior Rosselló i Simonet.
El centre consta de 5 aules (1 de 0-1 any amb 7 infants, 3 d'1-2 anys amb 12 infants a cada una i 2 aules de 2-3 anys amb 18 infants en cada un
Es disposa d'una aula d'ús exclusiu per a la psicomotricitat. A més d'aquests espais també disposa de cuina i menjador.
L'equip humà està format per mestres d'Educació Infantil i Tècnics en Educació Infantil: 6 mestres tutors/tutores, 2 mestres de suport, una mestra psicomotricista, i una coordinadora. Compta amb una cuinera i una netejadora amb la col·laboració del personal de l'Ajuntament de Santa Maria del Camí (administració, brigada, serveis socials, etc.)

### Escoleta Mel i Sucre
Escoleta d'educació infantil ubicada al carrer Jaume I, 17, de Santa Maria del Camí. Acull nins de 9 mesos a 3 anys i de 3 anys a 5 anys.

### Escola Montessori
Escola internacional en la qual es fan les classes en anglès, castellà i català. Utilitzen el sistema pedagògic Montessori. Hi ha una classe de 3 a 6 anys, una classe de 6 a 9 anys i una classe de 9 a 12 anys. Disposa de servei de menjador. Adreça: carrer Batle Josep Canyelles, 9.

### Emogranja
És un projecte de Lina Torres Borràs i Maties Ripoll Coll. L'Emogranja es un centre dedicat a cultivar els valors i el talent de les persones, a través de la gestió emocional i el contacte amb la naturalesa.

### Acadèmia d'anglès (The Playroom)
És una acadèmia d'anglès i alemany per a totes les edats i nivells. Incorpora grups reduïts i atenció personalitzada. La metodologia activa està centrada en la comunicació i les noves tecnologies. Adreça: carrer Llarg, 24.

### Escola d'anglès
Centre dedicat a l'ensenyament de l'anglès. Adreça: Carrer Batle Josep Canyelles, 9

### Aula d'estudi
Assessorament educatiu, tècniques d'estudi i repàs de Primària, ESO, Batxiller i accés a la Universitat. També es lloguen aules per a la docència.
Adreça:Bernat de Santa Eugènia, 15 A.

### Centre universitari Miquel Dolç
És el resultat d'un conveni de col·laboració entre la UIB i l'Ajuntament, amb l'objectiu de posar a l'abast dels estudiants universitaris, preuniversitaris i de la societat en general, instal·lacions adequades on poder informar-se de l'oferta universitària, organitzar activitats educatives i culturals i fomentar l'estudi i l'activitat intel·lectual, crítica i universitària. Incorpora el programa Universitat Oberta per a Majors (UOM) de la UIB. Adreça: Edifici de Ses Cases des Mestres. Carrer Jaume I, 16. De dilluns a dijous de 16 a 21 hores.

## Cultura

### Biblioteca Cas Metge Rei
Biblioteca municipal ubicada a la Plaça de la Vila. Compta amb dues plantes: la planta baixa amb la recepció, espai infantil, sala d'estudi i sala de consulta i la primera planta amb la sala de consulta i la sala polivalent.
A més de l'oferta de llibres i material audiovisual en préstec, realitza activitats per a les escoles del municipi i per a la població en general: presentacions de llibres, contacontes, exposicions, projeccions, el Dia del Llibre, etc. Adreça: Pare Cabot, 1.
Horari: Hivern, dimarts i dijous de 10 a 14 h. i de 16 a 20 h. Dimecres i divendres de 16 a 20 h. Dissabte de 9 a 12 h.
Estiu: de dilluns a divendres de 9.30 a 14.00 h

### Ca s'Apotecari
El centre Ca s'Apotecari té com a objectiu convertir-se en un espai de reflexió sobre el desenvolupament sostenible i la conservació del patrimoni del municipi. L'edifici consta de 3 plantes i un mirador.
A la planta baixa hi podem trobar: informació sobtre la basílica de Cas Frares, informació sobre la vall de Coanegra, la rebotiga i l'apotecaria. A la planta baixa hi ha també el molí original que utilitzaven els frares mínims per fer la llet d'ametlla. El primer pis es dedica a exposicions temporals. El segon pis conté els Fons Josep Capó i Bartomeu Simonet. Adreça: Plaça de la Vila.

### Casal de Joves s'Estació
Es tracta d'un edifici d'arquitectura civil, del segle xix, que s'utilitza com a Casal de Joves respectant la distribució dels espais originària. L'edifici com a estació de tren va ser inaugurat l'any 1875, mentre que a l'any 1996 s'hi varen realitzar les obres de restauració. L'edifici té dues plantes: la planta baixa es destina a les activitats pròpies del Casal, mentre que la planta superior s'utilitza com a magatzem. El casal de Joves és un espai obert als joves a partir de 12 anys. Hi ha activitats esportives, jocs, sala d'estudi i s'hi organitzen tallers, excursions, acampades, etc. Horari: de dilluns a dijous, de 17,00 a 20.30 h.
Divendres i dissabte, de 17,00 a 24,00 h. Diumenges tancat. Adreça: Estació del tren. Carrer Sant Antoni, s/n.

### Ses Cases des Mestres
Ses Cases des Mestres és un equipament polivalent que centra gran part de l'oferta cultural del municipi. L'auditori és la seu de la programació teatral, del Cicle d'espectacles familiars i de la Mostra de Teatre Amateur de Santa Maria. És allà on hi ha els gegants del poble, com en Soler, el bandejat o na Maria de Coanegra i s'hi ubica la seu de l'Escola Municipal de Música Andreu Torrens.
Les instal·lacions compten amb un auditori amb capacitat per a 200 persones, amb equip de so, llum i projecció; 1 sala gran polivalent; 1 pati i 4 aules, dues d'elles amb equipament informàtic.

## Serveis municipals

### Cementeri i tanatori
El cementiri municipal està situat als afores del nucli urbà i ha estat amplai fa pocs anys. Compta amn servei de tanatori, que permet tant un accés des de l'exterior com des de les diferents zones del cementeri, i disposa de dos velatoris. Horari: hivern de 9h a 18h. Estiu de 9h a 20h.

### Recollida de fems i punts verds
El servei de recollida de fems utilitza el sistema de la recollida selectiva porta a porta al nucli urbà des de final de l'any 2007. Compta amb el punt d'aportació de Sa Voltadora i el parc verd del Polígon de Son Llaüt, on s'hi poden deixar residus específics (poda, d'obra,restes de pintures, dissolvents, olis, etc.).
També es recullen els residus voluminosos (mobles, aparells elèctrics i electrònics, etc.), que també es recullen a domicili cada quinze dies, prèvia sol·licitud a l'Ajuntament per correu electrònic o per telèfon. A partir de dia 20 d'abril de 2017 s'ha instal·lat el sistema de bosses vermelles per a la recollida del rebuig.

### Centre de Salut
El Centre de Salut de Santa Maria del camí és un servei del Govern de les Illes Balers que es dona a través de l'Ibsalut. L'Ajuntament de Santa Maria del Camí s'encarrega de la gestió del subministrament elèctric, el servei de neteja, el manteniment i la reparació, i altres actuacions menors. Adreça: Plaça Nova, 1. Santa Maria del Camí. És Centre de Salut i Punt d'¡Atenció Continuada (PAC) les 24 hores del dia. Atén 14.389 habitants perquè també és el centre d'urgències de referència de Bunyola i Santa Eugènia.

### Residència de Persones Majors Cas Metge Rei
És una institució sense ànim de lucre depenent de l'Ajuntament de Santa Maria del Camí. La seva posada en funcionament va tenir lloc a l'abril de 1999. Té una capacitat de 42 places, distribuïdes en 20 habitacions dobles i dues habitacions individuals. 8 de les places són concertades per persones dependents. Hi ha un servei de menjador a domicili. Adreça: Residència de persones majors Cas Metge Rei. Carrer del Sol, 10.

### Jutjats de Pau i Registre Civil
El jutjat de Pau de Santa Maria del Camí depèn del Tribunal de Justícia de les Illes Balears i està situat a la Casa de la Vila. A més, a l'Ajuntament hi ha una seu del Registre Civil.

### Policia local
L'equipament correspon a l'edifici situat al Carrer de l'Església nº3, on, a la planta baixa, s'hi localitzen les oficines de la policia local. La planta superior és de titularitat privada.

## Esport
- Club Bàsquet Santa Maria
- Santa Maria Tennis Club
- Academia de dansa des Camp
- Club Padel
- Unió Deportiva de Fútbol Santa Maria
- Gimnas KOGYM
- Club de gimnasia esportiva Santa Maria

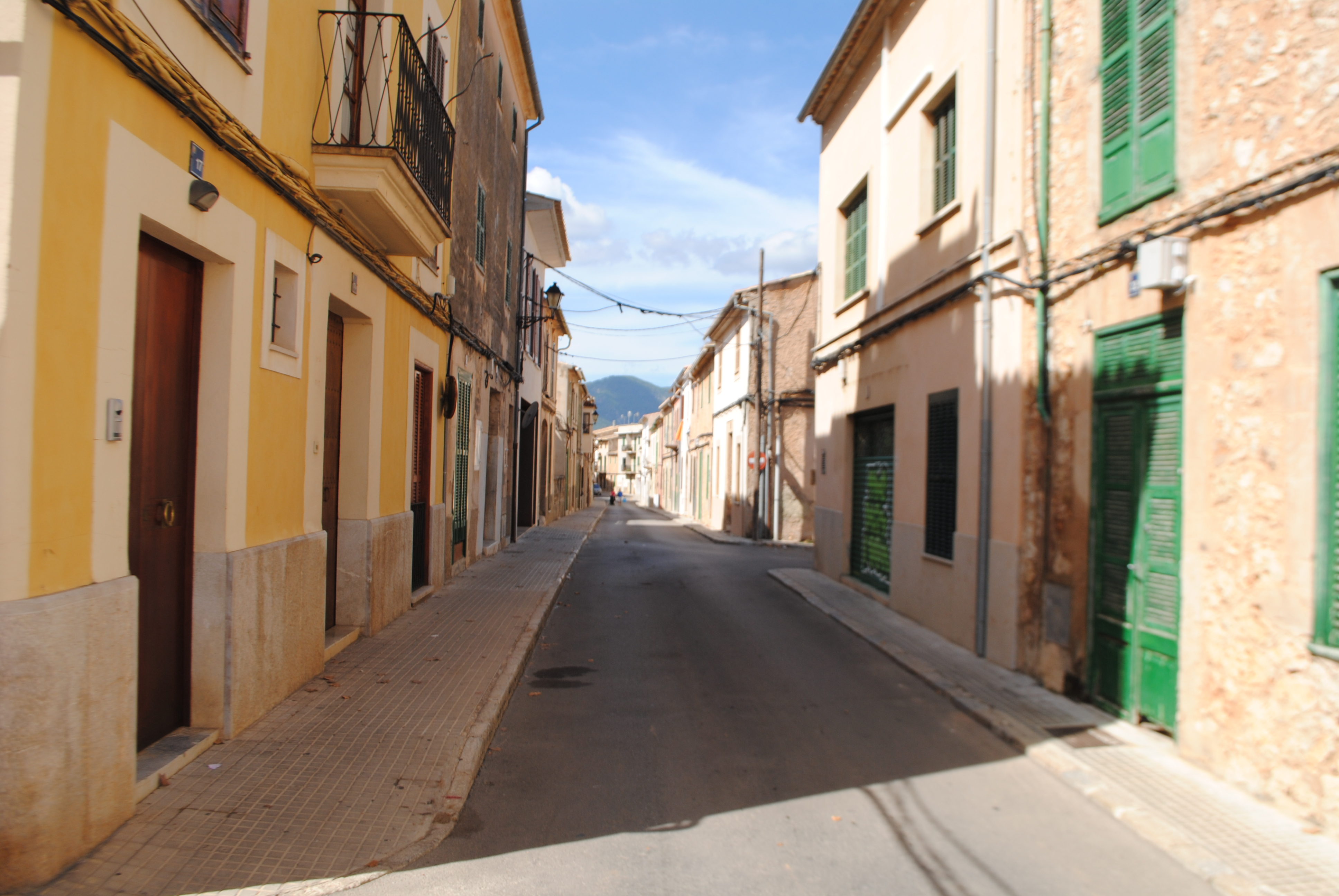
Carrer Llarg de Santa Maria del Camí

## Transports
Santa Maria del Camí està unida amb Palma i Alcúdia per la carretera Ma-13a (carretera Palma-Inca) i l'autopista MA-13 (sortida número 12). El trajecte des de l'aeroport de Son Sant Joan és d'uns 20 minuts. Compta amb una aturada de tren dels Serveis Ferroviaris de Mallorca situada al carrer de Sant Antoni, amb una freqüència aproximada d'un tren cada 20 minuts en ambdues direccions, i té una aturada de bus al carrer Bernat de Santa Eugènia, que forma part de la línia 300 del Consorci de Transports de Mallorca. També s'hi atura la línia 311 (Costitx-Palma) i la línia 330 (Palma-Lluc).

## Fira, festes i mercat

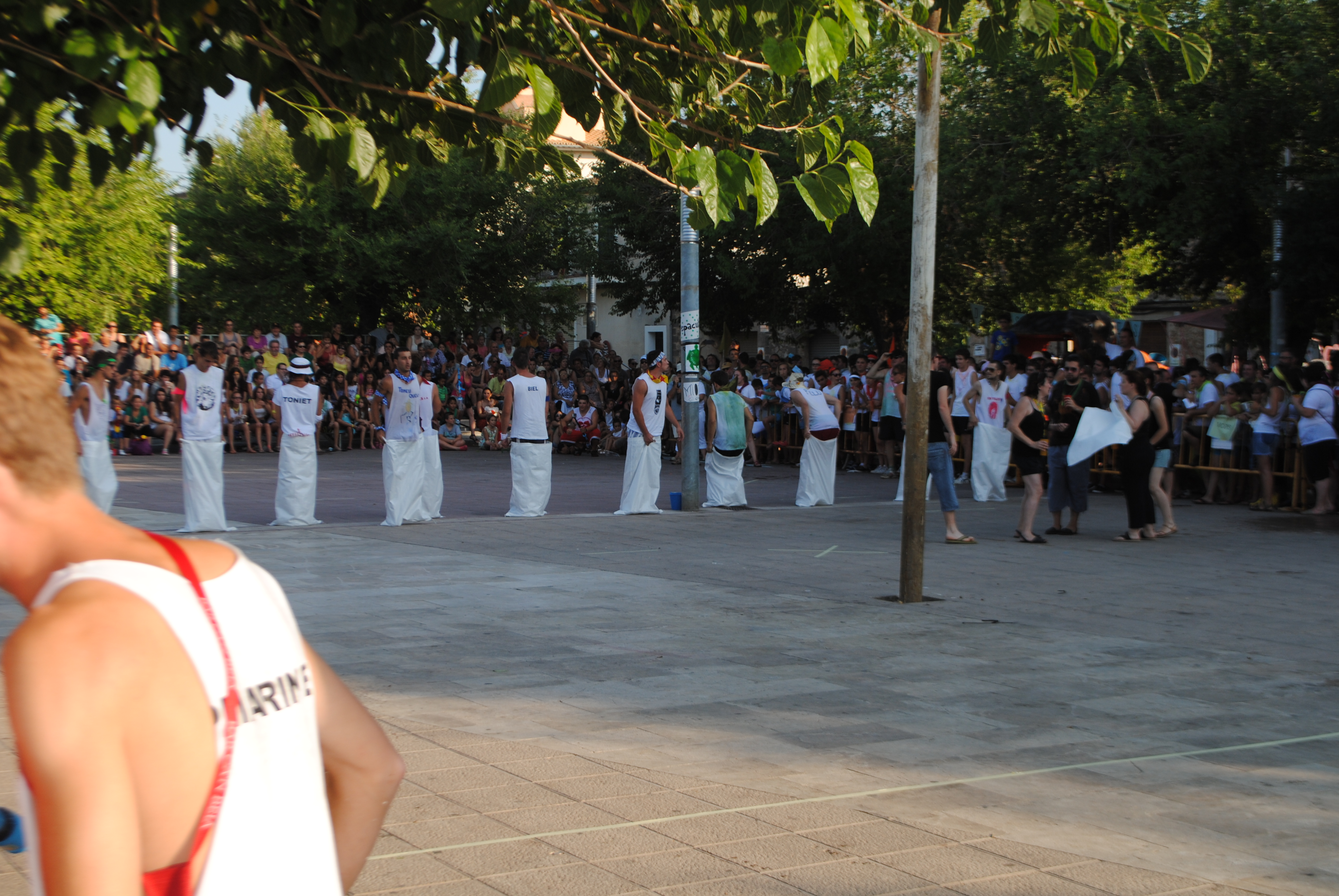
Imatge de les Festes Populars del 2013 a Santa Maria del Camí

### Sa Fira
El 22 d'abril de 1866, sota la batlia de Gabriel Mesquida “de Son Bieló”, s'acordà que la fira fos el darrer diumenge de maig. El 1867 sa Fira va ser ja el darrer diumenge de maig, però com que coincidia amb les festes de Sóller, el 12 de juny de 1870 s'acordà passar-la al darrer diumenge d'abril. A partir de 1875, amb la inauguració del tren, sa Fira va cobrar molt d'impuls, va ser aleshores quan es va començar a celebrar es Firó, el dilluns de sa Fira. La fira de Santa Maria del Camí se celebra cada darrer diumenge d'abril, a la plaça Nova (la del mercat).

### Sant Antoni
El 17 de gener se celebren les beneïdes. Els foguerons de Sant Antoni, en un nombre variable, són concorreguts i estan animats cada any per un correfoc a la Plaça de la Vila, que assenyala l'inici de la festa.

### Es Darrers Dies
Son tradicionals les "flesses" o festa de disfresses, en les quals els infants van casa per casa. Els darrers dies compten amb una "Rueta" infantil i escolar i una "Rua" amb concurs de disfresses, que se celebra a la Plaça de la Vila.

### Setmana Santa
La Setmana Santa compta amb la celebració de dues processons (el dijous i el divendres sants) i l'Encontre el dia de Pasqua al matí. El Pancaritat de pujada a s'Ermita de Son Seguí en honor de la “Mare de Déu de la Pau” és el primer diumenge després de Pasqua.

### Festes Patronals
Les festes patronals són per Santa Margalida, el 20 de juliol. A més d'activitats culturals, festives i religioses, perviuen les tradicionals curses de "joies". La incorporació de la festa de les "colles" ha estat un important element de renovació i dinamització.

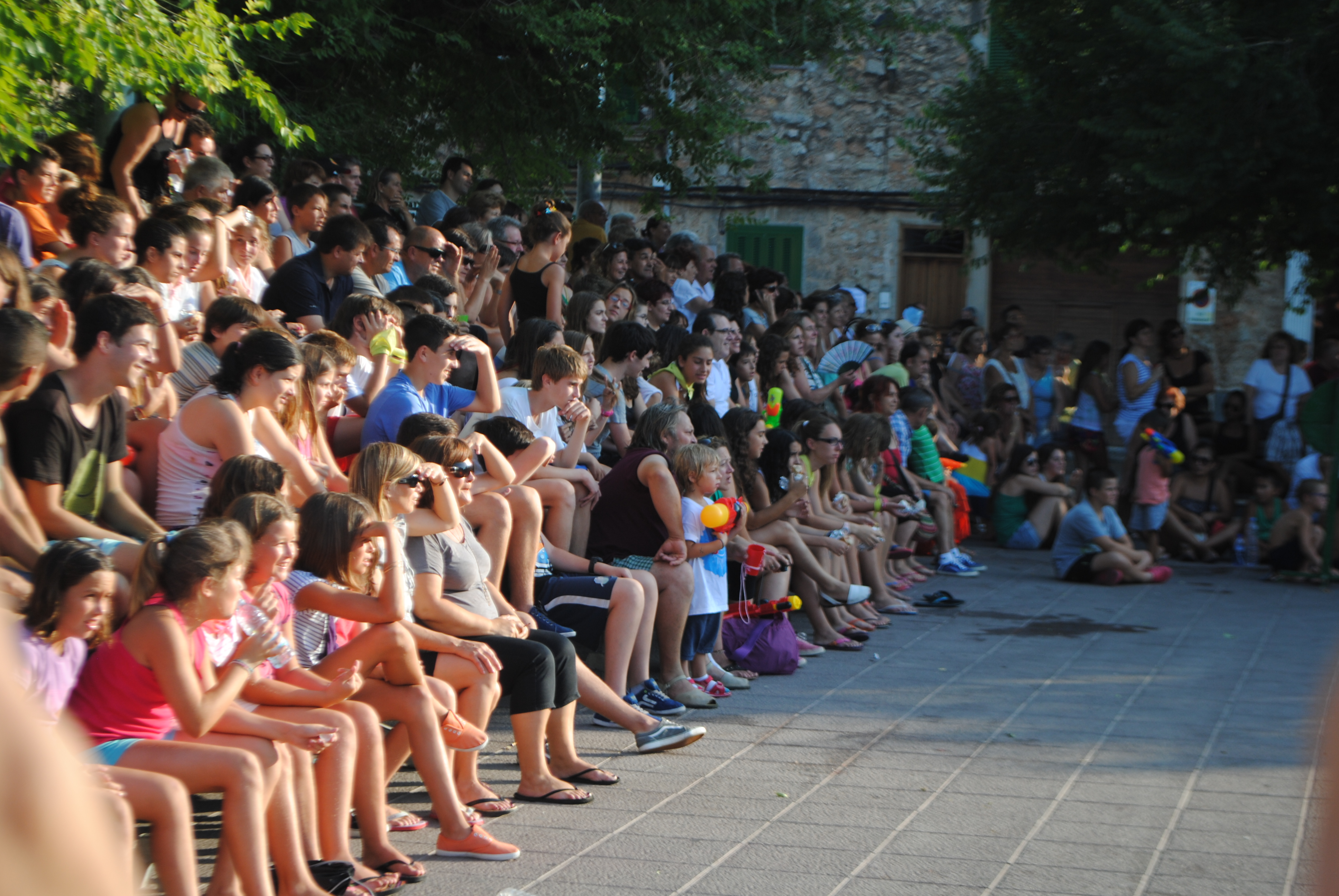
Festes Populars a Santa Maria del Camí

### Festes de Setembre
Pel setembre se celebra la diada de la patrona de la parròquia: Santa Maria del Camí.

### Festes de Sant Bernat
Barriada de Son Fango: Sant Bernat, 20 agost.

### Festa del Vi Novell
Festa del vi novell. Del 22 al 27 de novembre (al darrer cap de setmana de novembre).

### El mercat dels diumenges
El mercat dels diumenges va ser declarat públic l'any 1898, però la venda de gèneres a la Plaça de la Vila ja existia de molt de temps abans.
El mercat, a principis del segle xx, ja era important, amb venedors d'Alcúdia, Sencelles, Sóller, Sant Jordi i altres localitats, per proveir d'aliments la població local i la dels pobles propers. Però la seva expansió ha estat els darrers trenta anys, convertint-se en un dels més importants mercats setmanals de les Balears, sobretot pel que fa a fruites, verdures i alimentació en general. En els anys setanta del segle xx va passar al lloc actual. Incorpora un Mercat Ecològic. El mercat se celebra cada diumenge a la Plaça Nova des de les vuit fins a les tres de l'horabaixa.

## Personatges cèlebres
Cantants i músics:
- Llorenç Santamaria: cantant.
- Andreu Comas Morro: xeremier.
- Pere Bestard Filo: xeremier Arxivat 2019-08-11 a Wayback Machine.

Escriptors:
- Miquel Dolç i Dolç: escriptor.
- Josep Capó i Juan: historiador.
- Melcior Rosselló i Simonet: pedagog.

Empresaris:
- Pere Canals Morro: empresari.

Esportistes:
- Jaume Oliver i Frontera Jim Oliver: boxador i lluitador.
- Antoni Gelabert Amengual:ciclista.
- Andreu Canals Perelló:ciclista.

Artistes:
- Joan Artigues: pintor.
- Antoni Canyelles Ballester "Nerudín": il·lusionista i escultor.

Polítics:
- Mateu Morro Marcé: historiador i polític.

Eclesiàstics:
- Joan Perelló i Pou: eclesiàstic (Bisbe de Vic)
- Bartomeu Jaume de s'Arboçar i Canyelles: prevere i historiador, fill il·lustre[8]